# 서부 로망스어군
서부 로망스어군은 로망스어군의 한 어군이다. 이탈리아-달마티아 어군과 함께 이탈리아-서부어군이라는 더 큰 분류로 묶이기도 하며, 용어의 쓰임에 따라서는 서부 로망스어군이라 하면 본래 이탈리아어군까지 포함하는 폭넓은 개념인 경우도 있다. 크게 프랑스(갈리아) 지역의 갈리아 로망스어와 이베리아 반도 지역의 이베리아 로망스어로 나뉜다.

## 분류
- 갈리아 로망스어
  - 오일 제어
    - 프랑스어

  - 프랑코프로방살어
  - 레토로망스어
  - 갈리아 이탈리아어
- 옥시타니아 로망스어(갈리아 로망스어 하위에 분류되기도 함)
  - 옥시타니아어
  - 카탈루냐어
- 이베리아로망스어
  - 스페인어
  - 포르투갈어